# Метерлинк, Морис
Мори́с Полидо́р Мари́ Берна́р Метерли́нк (фр. Maurice (Mooris) Polydore Marie Bernard Maeterlinck; 29 августа 1862, Гент — 6 мая (по некоторым источникам — 5 мая) 1949, Ницца) — бельгийский писатель

, драматург и философ. Писал на французском языке. Лауреат Нобелевской премии по литературе за 1911 год. Автор философской пьесы-притчи «Синяя птица», посвящённой вечному поиску человеком непреходящего символа счастья и познания бытия — Синей птицы. Произведения Метерлинка отражают попытки души достичь понимания и любви. Работал в жанре философская сказка.

## Биография

### Бельгийский период
Морис Метерлинк родился в Бельгии, в семье богатого нотариуса. Отец также был владельцем нескольких теплиц. Семья была франкоговорящей, поэтому Метерлинк позже написал большую часть своих произведений на французском языке. Многие из его первых произведений (в основном, юридические наработки) не сохранились, так как были уничтожены автором, сохранились лишь фрагменты.
В сентябре 1874 года родители отправили писателя учиться в Иезуитском колледже. В этом колледже почитали только работы писателей на религиозные темы, а чтение произведений французских писателей-романтиков воспрещалось. Именно это отношение развило в писателе осуждение католической церкви и религиозных организаций.
Во время учёбы Метерлинк написал несколько стихов и рассказов, но его отец настоял на том, чтобы он занялся юридической карьерой.
В 1883 году на страницах журнала «Jeune Belgique» было опубликовано первое стихотворение Метерлинка. В 1885 году он получил право заниматься адвокатской практикой, окончив юридический факультет Гентского университета. В 1888 году увидел свет изданный за счёт средств семьи автора поэтический сборник «Оранжереи», а год спустя была написана «Принцесса Мален» (La Princesse Maleine) — первая пьеса Метерлинка, снискавшая похвалу Октава Мирбо. В последующие годы Метерлинк написал серии символистских пьес, характеризующихся фатализмом, мистицизмом, из которых наиболее известны «Непрошенная» (1890), «Слепые» (1890) и «Пеллеас и Мелизанда» (1892). В 1889 году вышел сборник стихов «Оранжереи» (Les Serres chaudes), в 1896-м — сборник «12 песен» (в 1900-м — «15 песен»).

### Метерлинк во Франции
С 1896 года Метерлинк живёт во Франции, преимущественно в Париже. Здесь он сближается с символистами, которые оказывают на него огромное влияние. У него также завязались отношения с Жоржеттой Леблан, с которой он встречался с 1895 по 1918 год. Она повлияла на все его работы, написанные за два десятилетия. В произведениях Метерлинка начали появляться персонажи, особенно женские, которые оказываются под контролем их судьбы. Леблан играла этих персонажей на сцене. Хотя мистицизм и метафизика влияли на его творчество всю жизнь, он всё же заменил свой символизм более экзистенциалистскими чертами.
В 1895 году родители Метерлинка осудили его связь с актрисой, которая была замужем за испанцем, а церковь не давала ей права на развод. В этот период Метерлинк со своей гражданской женой принимают много гостей, путешествуют по Нормандии. В этот период он публикует стихи «Двенадцать песен» (1896), «Сокровище смиренных» (1896) и «Жизнь пчёл» (1901).
Идеализм и символизм нашли отражение в ранних художественных произведениях Метерлинка (книга «Сокровище смиренных», 1896). Известность Метерлинку приносит пьеса-сказка «Принцесса Мален» 1889; одноактные пьесы «Непрошенная», «Слепые», (обе 1890) — пьесы о неудовлетворённости, которая заставляет искать и не находить счастье и любовь в повседневной жизни; драма «Пеллеас и Мелизанда», 1892 — символическая драма идеальных влюблённых, которые уничтожают сами себя в поисках совершенства. Критики охарактеризовали это как «драматургия молчания, намёков и недомолвок». Главные темы его творчества — смерть и значение человеческой жизни, место и роль человека в обществе, в истории. В 1902 году увидела свет пьеса «Монна Ванна», в которой появляется тема протеста человека против всевластия рока.
В 1906 году Метерлинк и Леблан переехали на виллу Грасс. Там он проводил время в раздумьях и прогулках. В этот период ему диагностируют неврастению и он арендует Бенедиктинское аббатство, таким образом спасая его от разорения. В это время он написал эссе «Разум цветов» (1906), в котором выражал симпатию социалистическим идеям.
В 1908 году была поставлена знаменитая «Синяя птица» (1908), в которой герои путешествуют по свету в поисках счастья, а находят его у себя дома. Феномен неудовлетворённости человека и поисков счастья продолжает исследоваться Метерлинком в продолжении феерии «Синяя птица» — пьесе «Обручение» (1918).
В его поздних пьесах, таких как «Мария Виктория» и «Мария Магдалина», главные роли сыграла Леблан. Но с этих пор она перестала вдохновлять писателя.
В июне 1910 года умерла мать писателя, что стало поводом для последующей депрессии автора. В этом же году Метерлинк познакомился с 18-летней актрисой Рене Даон на репетиции «Синей птицы». Она стала его компаньонкой.
В 1911 году Морис Метерлинк стал лауреатом Нобелевской премии по литературе «за его многостороннюю литературную деятельность и особенно его драматические произведения, отличающиеся богатством воображения и поэтической фантазией».
С 1913 года писатель выступает на стороне рабочих и начинает изучать мистицизм.
После оккупации Бельгии в 1914 году Метерлинк пожелал поступить во Французский иностранный легион. Читал лекции о германской оккупации и героических сражениях бельгийцев. Появляется военная пьеса «Бургомистр Стильмонда» (1919).
В феврале 1919 года Метерлинк женился на актрисе Даон и принял приглашение от США. Сэмюель Голдвин предложил писателю написать несколько сценариев для фильмов.
В поздних пьесах Метерлинк обращался к библейским, сказочным и историческим сюжетам. Мотив смерти постоянно присутствует в произведениях писателя, а в позднем творчестве нарастает интерес к мистике и оккультизму.
После 1920 года Метерлинк больше не писал пьесы, но продолжил работать в жанре эссе. В философских эссе Метерлинк обращается к философии и эстетике символизма. В самых известных философских произведениях «Жизнь пчёл», «Жизнь термитов» (1926) и «Жизнь муравьёв» (1930) писатель пытался объяснить жизнь и деятельность человека через аналогии, взятые из наблюдений за природой. Эжен Маре, африканский поэт и исследователь, обвинил автора в плагиате из-за написанных автором двух последних эссе. После изменения тематики творчества его популярность упала во многих странах, но во Франции интерес к его творчеству остался неизменным. В 1930 году Метерлинк купил замок в Ницце, а в 1932 году стал графом, по инициативе бельгийского короля Альберта I.
В 1940 году Метерлинк бежал от германской оккупации в США, из-за проблем со здоровьем вернулся во Францию в 1947 году.
Скончался писатель в Ницце 6 мая 1949 года от сердечного приступа.

## Тематика и стиль
Метерлинк стал популярен благодаря своим ранним пьесам, написанным между 1889 и 1894 гг. Герои этих пьес имеют ограниченное понимание своей природы и мира, в котором они живут.
Как сторонник идей Шопенгауэра, Метерлинк считал, что человек бессилен против судьбы. Считал, что актёров можно легко заменить куклами-марионетками, и даже написал такие пьесы, как «Там, внутри» (1894) и «Смерть Тентажиля» (1894) для кукольного театра.
Таким образом, была сформулированная идея «статической драмы», в соответствии с которой задачей автора было создать что-то, что не выражало бы эмоций, но вместо них внешние причины человеческого поведения.
Свою идею статической драмы автор изложил в эссе «Сокровище смиренных» (1896). Соответственно с идеей автора, актёры должны были разговаривать и двигаться подобно куклам, показывая этим влияние внешних сил и судьбы.

## Сочинения

### Пьесы
- Принцесса Мален
- Слепые (Les Aveugles, 1890).
- Непрошенная (L’Intruse, 1891).
- Семь принцесс (Les Sept princesses, 1891).
- Пеллеас и Мелизанда (Pelléas et Mélisande, 1892). Музыкальные соч.: опера Дебюсси, орк. сюита Сибелиуса, симфоническая поэма для оркестра Шёнберга.
- Алладина и Паломид (Alladine et Palomides, 1894).
- Там внутри (Intérieur, 1894).
- Смерть Тентажиля (La Mort de Tintagiles, 1894).
- Аглавена и Селизетта (Aglavaine et Sélysette, 1896).
- Ариана и Синяя Борода, или Бесполезное освобождение (Ariane et Barbe-Bleue, 1896).
- Сестра Беатриса (Sœur Béatrice, 1900).
- Монна Ванна (Monna Vanna, 1902).
- Жуазель (Joyzelle, 1903).
- «Чудо Святого Антония» (Le Miracle de saint Antoine, 1903).
- «Синяя птица» (L’Oiseau bleu, 1908).
- Мария Магдалина (Marie-Magdeleine, 1913).
- Бургомистр Стильмонда (Le Bourgmestre de Stilmonde, 1919).
- Обручение (Les Fiançailles, 1922).
- Беда проходит (Le Malheur passé, 1925).
- Мария Виктория (Marie-Victoire, 1925).
- Могущество мёртвых (La puissance des morts, 1926).
- Иуда Искариот (Judas de Kerioth, 1929).
- Берникель (Berniquel, 1929).
- Принцесса Изабелла (La Princesse Isabelle, 1935).
- Жанна д’Арк (Jeanne d’Arc, 1945).

### Философские эссе
- Сокровище смиренных (Le Trésor des humbles, 1896).
- Мудрость и судьба (La Sagesse et la destinée, 1898).
- Жизнь пчёл (La Vie des Abeilles, 1901).
- Сокровенный храм (Le temple enseveli, 1902).
- Двойной сад (Le Double Jardin, 1904).
- Разум цветов (L’Intelligence des Fleurs, 1907).
- Смерть (La Mort, 1913).
- Мелочи войны (Les Débris de la guerre, 1916).
- Жизнь термитов (La Vie des Termites, 1926).
- Жизнь пространства (La Vie de l’Espace, 1928).
- Великая феерия (La Grande Féerie, 1929).
- Жизнь муравьёв (La Vie des Fourmis, 1930).
- Стеклянный паук (L’Araignée de verre, 1932).
- Великий закон (La Grande Loi, 1933).
- Перед великим молчанием (Avant le grand silence, 1934).
- Песочные часы (1936).
- Тень крыльев (L’Ombre des ailes, 1936).
- Перед лицом Бога (Devant Dieu, 1937).
- Широкие врата (1939).
- Иной мир, или Солнечные часы (L’Autre Monde ou le cadran stellaire, 1942).

### Стихи
- Оранжереи (Serres chaudes,1889)
- Двенадцать песен (Douze Chansons, 1896)
- Пятнадцать песен (Quinze chansons, 1900)

### Мемуары
- Голубые пузыри (Счастливые воспоминания, Bulles bleues, 1948). (Отрывки в русском переводе К. О. Рагозиной в «Лавке Языков»)

## Издание сочинений в русском переводе
- Сочинения в трёх томах. — СПб., 1902—1906.
- М. Метерлинк. Будущее. — Приложение к газете "Приазовскій край", 45 (26 октября). — Типографія газеты "Приазовскій край", 1903. — С. 181—183.
- Двенадцать песен в переводе Георгия Чулкова. СПб, 1905.
- Полное собрание сочинений в шести томах. — СПб, 1910.
- Полное собрание сочинений в четырёх томах (двух книгах). — Пг., 1915.
- Пьесы. — М., 1958.
- Пьесы. — М., 1972.
- Избранные произведения. — М., 1996.
- Жуазель. Пьесы. — СПб, 2000.
- Тайная жизнь термитов. — СПб, 2002.

## Влияние на современное творчество
В «Эвакуаторе» Дмитрия Быкова в предисловии даётся полная версия стихотворения «Пришли и сказали…» из сборника «Пятнадцать Песен» в переводе Ксении Рагозиной, а затем главный герой часто по тексту повторял цитату.
Стихотворение Мориса Метерлинка из сборника «Пятнадцать песен» легло в основу песни «А если бы он» пятого альбома фолк-рок группы «Мельница» «Дикие травы».
Марсель Пруст в 4-м томе эпопеи «В поисках утраченного времени», романе «Содом и Гоморра», неоднократно приводит аналогии поведения влюблённых людей с поведением насекомого около цветка, навеянные ему книгой Мориса Метерлинка «Разум цветов».
Один из альбомов группы «Белая Гвардия» называется «Сказки Метерлинка». В одноимённой песне с альбома имеются отсылки к пьесе «Синяя Птица».
Пьеса Мориса Метерлинка «Слепые» легла в основу одноимённой оперы композитора Леры Ауэрбах, поставленной режиссёром Дмитрием Белянушкиным на сцене МАМТ им. К. С. Станиславского и В. И. Немировича-Данченко в 2012 году в рамках фестиваля «Лаборатория Современной Оперы».
В 1940 году итальянский композитор Гвидо Паннаин написал оперу «Непрошенная».